# Olla del segador (guisat)
|  | Per altres conceptes anomenats igual o semblant, vegeu olla del segador. |

L'olla del segador es tracta d'un bullit típic i tradicional de la cuina madrilenya amb la qual s'alimentaven antany els jornalers que anaven a segar el blat, d'ací el seu nom de segador. És molt popular en les comarques properes a Navalcarnero a causa del seu famós cigró, els experts coincideixen que és un plat molt similar en els seus continguts al bullit madrileny.